# Valeriu Gafencu
Valeriu Gafencu (24 de janeiro de 1921 - 18 de fevereiro de 1952) foi um membro da Guarda de Ferro, que atuou durante a Rebelião dos Legionários. Preso pelas autoridades comunistas em 1941, ele morreu 11 anos depois na Prisão de Târgu Ocna.
Ele foi declarado "Santo Padroeiro dos Prisioneiros" pelo teólogo Nicolae Steinhardt por sua "conduta cristã exemplar e devoção aos que sofrem", e a Igreja Ortodoxa Romena esteve em processo de considerar sua canonização em 2013.

## Biografia

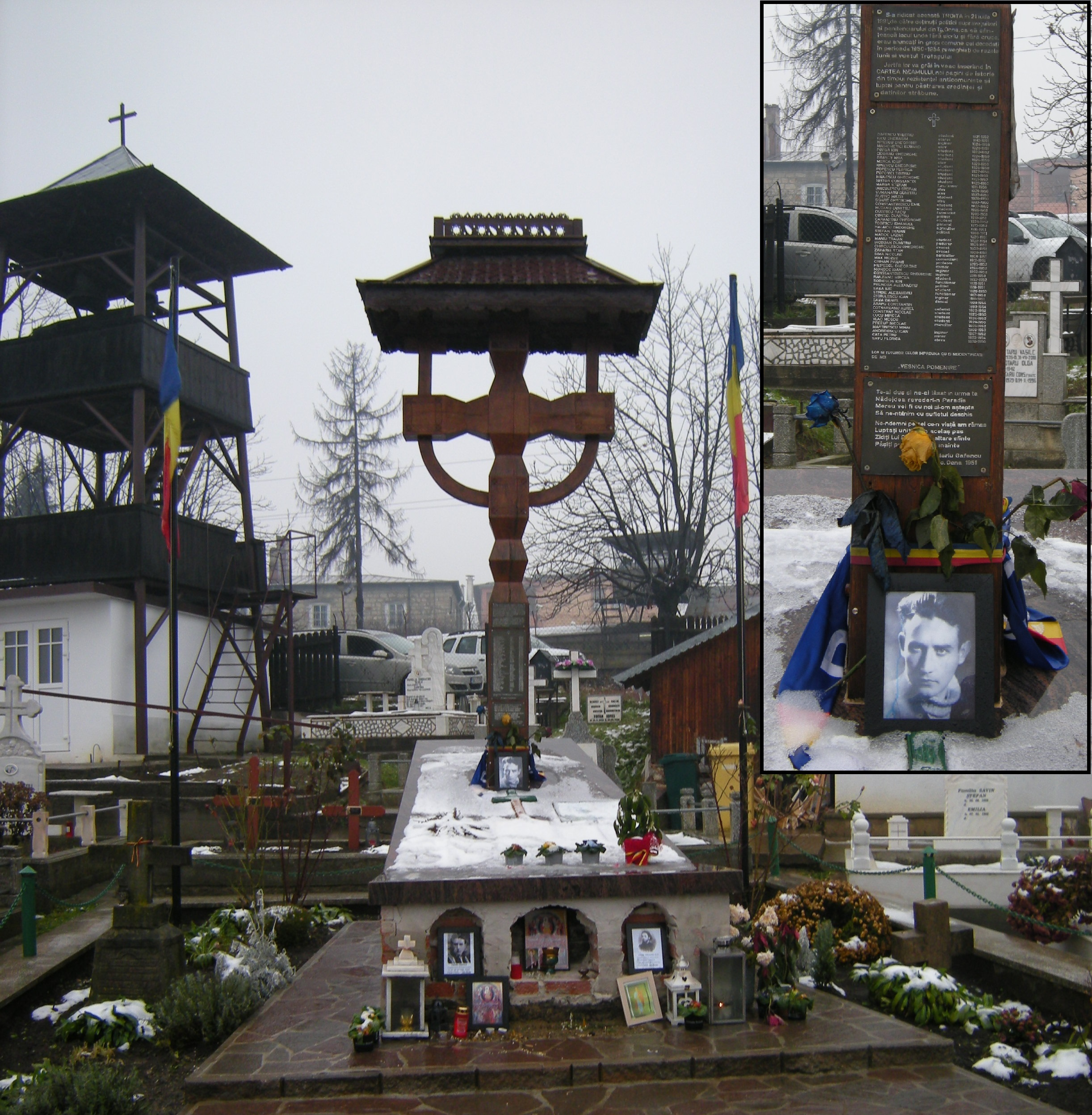
Cruz erguida em memória dos detidos na Prisão de Târgu Ocna; com uma fotografia de Gafencu na base da cruz

Gafencu nasceu em 1921 em Sîngerei, na época uma cidade na Bessarábia, uma região na parte nordeste do Reino da Romênia (hoje na República da Moldávia). Ele frequentou a Escola Secundária Ion Creangă em Bălți, onde Eugen Coșeriu, Sergiu Grossu, Vadim Pirogan, Ovidiu Creangă e Valentin Mândâcanu foram seus colegas de classe. Pouco depois de se formar. em 1940, a União Soviética ocupou a Bessarábia e o norte de Bucovina; como resultado, Gafencu e sua família se refugiaram na Romênia.
Gafencu foi declarado cidadão honorário da cidade de Târgu Ocna em 2009, mas a decisão foi anulada em 2013 devido à sua participação na rebelião dos Legionários em janeiro de 1941.